# Рајски врт (роман)
Рајски врт (енгл. The Garden of Eden) је роман америчког аутора Ернеста Хемингвеја.

## Писање и објављивање дела
Хемигвеј је почео писати Рајски врт 1946. године, на меденом месецу са његовом другом женом, да би био издат постхумно у мају 1986. године, 25 година од ауторовог самоубиства, у издању издавачке куће Charles Scribner's Sons са тиражом од 100.000 примерака.
Током 1946. године је написао око 800 страница, али је током наредних 15 година га није завршио. До те мере дело није довршено и уобличено за објављивање да су постојале три верзија дела, које су се међусобно разликовале, али је најдужа од ове три верзије је била основ за издавање 1986. године. Та најдужа верзија романа је преживела велико смањење, јер је одштампани роман има 30 поглавља и 70.000 речи, док је узета верзија за штампање је имала 48 поглавља и 200.000 речи.

## Рефренце
1. ↑  Mellow 1992, стр. 349.
2. ↑  Oliver 1999, стр. 113-115.
3. ↑  Meyers 1985, стр. 436.
4. ↑  Tuttleton 1987.
5. ↑  Doctorow 1986.